# Spilogona argentifrontata
Spilogona argentifrontata este o specie de muște din genul Spilogona, familia Muscidae, descrisă de John Otterbein Snyder în anul 1957. Conform Catalogue of Life specia Spilogona argentifrontata nu are subspecii cunoscute.